# スポーツパークさかわ
スポーツパークさかわ（すぽーつぱーくさかわ）は、高知県高岡郡佐川町にある天然芝の球技場。

## 概要
2002年の第57回国民体育大会（よさこい高知国体）の開催にあわせて佐川町が整備した体育施設で、よさこい高知国体ではサッカー（成年男子）の主会場として使用された。グラウンドは11,520㎡で、収容人員1,300人（観客席300）。周囲には全天候型のジョギング走路を整備。
国体終了後は四国サッカーリーグで使用されており、主にKUFC南国の主催会場となっている。2024年の第26回日本フットボールリーグでは、高知ユナイテッドSCのホームゲーム1試合（第23節・栃木シティFC戦）の開催が予定されていたが、後に高知県立春野総合運動公園陸上競技場での開催に変更されている。
東南海地震・南海地震時の消防・警察の活動拠点の一つとして内閣府中央防災会議で指定されている。

## 施設概要
- 天然芝グラウンド

## 周辺施設
- 400mランニングコース

## 交通
- 電車・路線バスの場合：JR土讃線佐川駅から車で5分。